# Miyobé
Le miyobé est une langue oti-volta de la branche gour des langues nigéro-congolaises, parlée par les Piyobé au Bénin et au Togo.

## Écriture
L’orthographe miyobé est défini dans l’Alphabet des langues nationales du Bénin. 
| Alphabet   | Alphabet | Alphabet | Alphabet | Alphabet | Alphabet | Alphabet | Alphabet | Alphabet | Alphabet | Alphabet | Alphabet | Alphabet | Alphabet | Alphabet | Alphabet | Alphabet | Alphabet | Alphabet | Alphabet | Alphabet | Alphabet | Alphabet | Alphabet | Alphabet |
| ---------- | -------- | -------- | -------- | -------- | -------- | -------- | -------- | -------- | -------- | -------- | -------- | -------- | -------- | -------- | -------- | -------- | -------- | -------- | -------- | -------- | -------- | -------- | -------- | -------- |
| majuscules | A        | C        | E        | Ɛ        | F        | H        | I        | K        | Kp       | L        | M        | N        | Ny       | Ŋ        | Ŋm       | O        | Ɔ        | P        | R        | S        | T        | U        | W        | Y        |
| minuscules | a        | c        | e        | ɛ        | f        | h        | i        | k        | kp       | l        | m        | n        | ny       | ŋ        | ŋm       | o        | ɔ        | p        | r        | s        | t        | u        | w        | y        |

Le ton haut est indiqué à l’aide de l’accent aigu sur la voyelle ‹ á é ɛ́ í ó ɔ́ ú ›.
La nasalisation est indiquée à l’aide du tilde sur la voyelle ‹ ẽ ɛ̃ ĩ õ ɔ̃ ũ › qui peut être surmonté de l’accent aigu indiquant le ton haut ‹ ẽ́ ɛ̃́ ĩ́ ṍ ɔ̃́ ṹ ›.